# Joshua Quarshie
Pour les articles homonymes, voir Quarshie.
Joshua Quarshie, né le 26 juillet 2004 à Duisbourg en Allemagne, est un footballeur allemand qui évolue au poste de défenseur central au Southampton FC. D'origine ghanéenne, il est éligible pour représenter les deux pays sur la scène internationale.

## Biographie

### Carrière en club
Quarshie entame sa carrière senior avec la réserve du TSG Hoffenheim à l’été 2022, évoluant d'abord en Regionalliga Südwest. Il dispute également un match en Bundesliga face au Wolfsburg avec l’équipe première, en novembre 2022 (défaite 1-2).
En janvier 2024, il est prêté au Fortuna Düsseldorf, où il joue 13 matchs en 2. Bundesliga. En janvier 2025, il est prêté cette fois au Greuther Fürth, avec qui il dispute 15 rencontres de deuxième division,.
Le 30 mai 2025, le Southampton FC annonce son recrutement et la signature d'un contrat de quatre ans, effectif dès le 1er juillet,. Quarshie fait ses débuts officiels avec les Saints le 9 août 2025 lors d’un succès 2-1 contre Wrexham en Championship.

### En sélections nationales
Avec l'équipe d'Allemagne des moins de 19 ans, Quarshie participe aux éliminatoires du championnat d'Europe des moins de 19 ans 2023.